# Shatta Simon
Shatta Simon (* 29. Januar 1910 in Sighișoara, Rumänien; † 2. Juni 2003 in Saint-Maximin, Département Oise) war eine französische Erzieherin.

## Leben
Simon wurde 1910 als Charlotte Hirsch in Rumänien geboren. Ihr jüngerer Bruder war der Mediziner Sigismond Hirsch (1906–1990), ihre ältere Schwester war Elisabeth Hirsch (1913–1996).
Zusammen mit ihrem Bruder Sigismond hatte Robert Gamzon 1923 die Pfadfinder-Bewegung „Éclaireurs israélites de France“ (EIF) gegründet. Bei einem Treffen der EIF machte sie die Bekanntschaft des Ingenieurs Édouard Simon, genannt „Bouli“ (1905–1993), und heiratete ihn am 12. Dezember 1933 in Moissac (Département Tarn-et-Garonne). Das Paar hatte zwei Söhne: Jean-Claude (* 1937) und Jean-Ariel (* 1944).
Bereits eine Woche vor der Eheschließung hatte das Paar am 5. Dezember ihr Kinderheim „Maison des enfants de Moissac“ eröffnen können. Durch die deutsche Besetzung wurde ihre Arbeit sehr schwierig. Im Winter 1943 wurde das Ehepaar rechtzeitig gewarnt, dass eine Razzia bevorstünde. Durch ihre Kontakte zur Résistance konnten alle anwesenden Kinder rechtzeitig vor der Verhaftung gerettet und außer Landes gebracht werden. Mitgeholfen hatten u. a. die Schriftstellerin Nina Gourfinkel und Ninon Haït-Weyl (1911–2007).
Bis zum Kriegsende blieb Simon zusammen mit ihrem Ehemann in Moissac. Nach der Befreiung (→La Libération) begannen die beiden ihr Kinderheim noch im selben Jahr wieder zu öffnen. Da die räumlichen Gegebenheiten nicht mehr ausreichten und die finanziellen Möglichkeiten begrenzt waren, schien das Haus vor der Schließung zu stehen. Als Baron Robert de Rothschild (1880–1946) von diesem Problem hörte, stellte er dem Ehepaar Simon sein Château de Laversine samt einem großen Park in Saint-Maximin zur Verfügung.
Als ihr Ehemann Bouli 1993 starb, gab Shatta Simon endgültig ihre Arbeit im Kinderheim auf und zog sich ins Privatleben zurück. Sie starb zehn Jahre später in Moissac und fand dort auch ihre letzte Ruhestätte.

## Ehrungen
- Das Maison d’enfants trägt ihrer beiden Namen
- Der Place Bouli et Shatta Simon in Moissac wurde ihnen zu Ehren benannt